# Мехмет Шол
Мехмет Тобијас Шол, рођен као Мехмет Тобијас Јуксел, 16. октобра 1970, је немачки фудбалски менаџер и бивши играч.
Већи део каријере играо је као нападачки везни играч за минхенски Бајерн. Током своје каријере освојио је Куп УЕФА 1996. године (постигавши погодак у сваком делу финала), Европско првенство 1996. и УЕФА Лигу шампиона 2001. године, као и осам немачких шампионата (сва са Бајерном из Минхена). Пензионисао се на крају сезоне Бундеслиге 2006–07. као један од најуспешнијих немачких фудбалера свих времена.
Шол је био предмет ретроспективног документарног филма о каријери, Frei:Gespielt – Mehmet Scholl: Über das Spiel hinaus из 2007. године редитеља Фердинанда Нојмајра и Едуарда Аугустина.

## Клупска каријера
Шол је играо за СВ Нордвест Карлсруе (од 1976. до 1982) и ФК Карлсруе (од 1982. до 1992) пре него што се придружио минхенском Бајерну у јулу 1992. Остао је у Бајерну до краја каријере, носећи мајицу број 7. Шол се повукао из професионалног фудбала након сезоне 2006–2007. У 15 сезона у Бајерну одиграо је 468 такмичарских утакмица за Бајерн, постигавши 116 голова - 88 од ових наступа било је у европским куп такмичењима (18 голова).
Био је један од најуспешнијих играча Бундеслиге, освајајући шампионат осам пута. Са 19 година, дебитовао је у Бундеслиги 21. априла 1990, играјући за ФК Карлсруе у 78. минуту гостујућег меча против 1. ФК Келна и одмах постигао пети гол свог тима у 90. минуту. Постигао је 98 голова (11 за Карлсруе, 87 за Бајерн) у 392 меча Бундеслигу (58 за Карлсруе, 334 за Бајерн). Шол је био цењен због својих техничких способности, креативног играња, вештине дриблинга и слободних удараца. Почетком 2001. године професионални играчи Прве и Друге Бундеслиге прогласили су га играчем 2000. године, а маја 2005. навијачи су га изабрали за једног од једанаест највећих играча Бајерна свих времена.

## Међународна каријера
Шол је за репрезентацију Немачке одиграо 36 утакмица између 1995. и 2002. године, постигавши осам голова. Био је део победничког тима Немачке на Европском првенству 1996, где је играо у четвртфиналу, полуфиналу и финалу. У 69. минуту финала, када је Чешка водила са 1:0, замењен је тада релативно непознатим Оливером Бирхофом који је постигао два гола која су преокренула меч за Немачку, што је катапултирало Бирхофа до националне и међународне славе. Шол је такође играо у све три утакмице Немачке на Европском првенству 2000, постигавши једини гол Немачке на турниру против Румуније.
Шол је током каријере више пута претрпео повреде, које су га спречавале га да одржи редовно место у националном тиму и на крају га подстакле да се повуче из националног тима пре Светског првенства у фудбалу 2002, што га чини једним од најуспешнијих играча Немачке који никада није играо на светском првенству у фудбалу.
Међу немачким љубитељима фудбала, Шол је био један од најпопуларнијих фудбалера због свог карактера и својих јединствених вештина. Пре кампање за Светско првенство 2006. године, више од 100.000 људи потписало је интернет петицију „Мехмет за Немачку“ како би наговорили Јиргена Клинсмана да Шола укључи у немачки тим. Упркос јавној подршци, Шол није био укључен.

### Међународни голови
Скорови и резултати прво наводе голове Немачке.
| #  | Датум             | Место одржавања            | Противник     | Скор | Резултат | Конкуренција               |
| -- | ----------------- | -------------------------- | ------------- | ---- | -------- | -------------------------- |
| 1. | 29. маја 1996     | Виндзор Парк, Белфаст      | Северна Ирска | 1 –1 | 1–1      | Пријатељски                |
| 2  | 4. јуна 1999      | БајАрена, Леверкузен       | Молдавија     | 5 –0 | 6–1      | Квалификација за Еуро 2000 |
| 3. | 14. новембра 1999 | Улевал Стадион, Осло       | Норвешка      | 1 –0 | 1–0      | Пријатељски                |
| 4. | 7. јуна 2000      | Драјсамстадион, Фрајбург   | Лихтенштајн   | 2 –1 | 8–2      | Пријатељски                |
| 5. | 12. јуна 2000     | Дуфрасне, Лијеж            | Румунија      | 1 –1 | 1–1      | Еуро 2000                  |
| 6. | 16. августа 2000  | ХДИ стадион, Хановер       | Шпанија       | 1 –0 | 4–1      | Пријатељски                |
| 7. | 16. августа 2000  | ХДИ стадион, Хановер       | Шпанија       | 2 –0 | 4–1      | Пријатељски                |
| 8. | 15. новембра 2000 | Стадион Паркен, Копенхаген | Данска        | 1 –2 | 1–2      | Пријатељски                |

## Тренерска каријера
Дана 27. априла 2009, именован је за привременог главног тренера Бајерн Минхен II. Заменио је Хермана Герланда који је постао помоћни тренер под вођством Јупа Хајнкеса и наставио да ради као главни тренер играча до 13 година. У јулу 2009. именован је за сталног менаџера Бајерна II и напустио је тим 30. јуна 2010. године на годину дана, радећи на својој тренерској дозволи. Шол се вратио у Бајерн Минхен II као главни тренер. У јануару 2013. године, најавио је да ће напустити тим на крају сезоне 2012–2013, јер је желео да се усредсреди на свој посао телевизијског стручњака и да је то у супротности са његовим тренерским радом.

## Лични живот
Шол је рођен у Карлсруеу, као други син Ергина и Хеле Јуксел, одоца Турчина и мајке Немице. Када је имао пет година, родитељи су се развели, а мајка се потом удала за Хермана Шола од којег је Мехмет стекао његово презиме.
У мају 2002. и октобру 2003. објавио је две успешне компилације, у којима су свирали његови омиљени бендови. Наслов компилације „Мехмет Шол компилација - Vor dem Spiel ist nach dem Spiel“ референца је на познати израз Сепа Хербергера „након игре је пре игре“. У једном интервјуу, Шол је рекао да је одабрао овај наслов јер ову музику слуша пре утакмице, после утакмице, у аутомобилу на путу до стадиона и у ауту када напушта стадион. Први том обухвата песме The Beta Band, Sportfreunde Stiller, Jimmy Eat World и The Notwist (комплетна листа песама), између осталих. Други том обухвата песме Oasis, Wir sind Helden и The Flaming Lips (комплетна листа песама) и друге. Једном месечно, у програму Nachtmix радио станице Бајерн 2, која је културно оријентисани канал савезне јавне радиодифузне куће Бајеришер Рундфунк, он представља Mehmets Schollplatten.
Шол је званично без верског опредељења, али је страствени следбеник будистичких принципа.
Од пензионисања из фудбала, бавио се куглањем са девет кегли, спортом у којем је био одличан и као млад.

## Статистика каријере

### Клуб
| Клуб              | Сезона            | Лига              | Лига  | Лига   | Национални куп | Национални куп | Лига куп | Лига куп | Европа | Европа | Укупно | Укупно |
| Клуб              | Сезона            | Дивизија          | Утак. | Голови | Утак.          | Голови         | Утак.    | Голови   | Утак.  | Голови | Утак.  | Голови |
| ----------------- | ----------------- | ----------------- | ----- | ------ | -------------- | -------------- | -------- | -------- | ------ | ------ | ------ | ------ |
| ФК Карлсруе       | 1989–90           | Бундес лига       | 3     | 1      | 0              | 0              | –        | –        | –      | –      | 3      | 1      |
| ФК Карлсруе       | 1990–91           | Бундес лига       | 27    | 6      | 1              | 0              | –        | –        | –      | –      | 28     | 6      |
| ФК Карлсруе       | 1991–92           | Бундес лига       | 28    | 4      | 2              | 1              | –        | –        | –      | –      | 30     | 5      |
| ФК Карлсруе       | Укупно            | Укупно            | 58    | 11     | 3              | 1              | 0        | 0        | 0      | 0      | 61     | 12     |
| Бајерн Минхен     | 1992–93           | Бундес лига       | 31    | 7      | 2              | 0              | –        | –        | –      | –      | 33     | 7      |
| Бајерн Минхен     | 1993–94           | Бундес лига       | 27    | 11     | 2              | 1              | –        | –        | 4      | 1      | 33     | 13     |
| Бајерн Минхен     | 1994–95           | Бундес лига       | 31    | 9      | 1              | 0              | 1        | 0        | 10     | 3      | 43     | 12     |
| Бајерн Минхен     | 1995–96           | Бундес лига       | 30    | 10     | 2              | 0              | –        | –        | 11     | 5      | 43     | 15     |
| Бајерн Минхен     | 1996–97           | Бундес лига       | 23    | 5      | 3              | 1              | –        | –        | 2      | 0      | 28     | 6      |
| Бајерн Минхен     | 1997–98           | Бундес лига       | 32    | 9      | 6              | 2              | 2        | 0        | 8      | 0      | 48     | 11     |
| Бајерн Минхен     | 1998–99           | Бундес лига       | 13    | 4      | 2              | 0              | 0        | 0        | 3      | 0      | 18     | 4      |
| Бајерн Минхен     | 1999–2000         | Бундес лига       | 25    | 6      | 3              | 1              | 2        | 0        | 12     | 3      | 42     | 10     |
| Бајерн Минхен     | 2000–01           | Бундес лига       | 29    | 9      | 1              | 1              | 2        | 1        | 16     | 5      | 48     | 16     |
| Бајерн Минхен     | 2001–02           | Бундес лига       | 18    | 6      | 3              | 1              | 0        | 0        | 2      | 0      | 23     | 7      |
| Бајерн Минхен     | 2002–03           | Бундес лига       | 18    | 4      | 4              | 0              | 1        | 0        | 4      | 0      | 27     | 4      |
| Бајерн Минхен     | 2003–04           | Бундес лига       | 5     | 0      | 2              | 1              | 1        | 0        | 1      | 0      | 9      | 1      |
| Бајерн Минхен     | 2004–05           | Бундес лига       | 20    | 3      | 2              | 1              | 0        | 0        | 5      | 1      | 27     | 5      |
| Бајерн Минхен     | 2005–06           | Бундес лига       | 18    | 3      | 3              | 2              | 0        | 0        | 6      | 0      | 27     | 5      |
| Бајерн Минхен     | 2006–07           | Бундес лига       | 14    | 1      | 1              | 0              | 1        | 0        | 4      | 0      | 20     | 1      |
| Бајерн Минхен     | Укупно            | Укупно            | 334   | 87     | 37             | 11             | 10       | 1        | 88     | 18     | 469    | 117    |
| Укупно у каријери | Укупно у каријери | Укупно у каријери | 392   | 98     | 40             | 12             | 10       | 1        | 88     | 18     | 530    | 129    |

### Међународна
| Држава            | Сезона            | Такмичарски | Такмичарски | Пријатељски | Пријатељски | Укупно | Укупно | Реф    | Реф |
| Држава            | Сезона            | Утакм.      | Голови      | Утакм.      | Голови      | Утакм. | Голови | Реф    | Реф |
| ----------------- | ----------------- | ----------- | ----------- | ----------- | ----------- | ------ | ------ | ------ | --- |
| Немачка           | 1994–95           | 2           | 0           | 1           | 0           | 3      | 0      | [ 20 ] |     |
| Немачка           | 1995–96           | 3           | 0           | 6           | 1           | 9      | 1      |        |     |
| Немачка           | 1996–97           | 2           | 0           | 1           | 0           | 3      | 0      |        |     |
| Немачка           | 1997–98           | -           | -           | -           | -           | -      | -      |        |     |
| Немачка           | 1998–99           | 6           | 1           | 0           | 0           | 6      | 1      |        |     |
| Немачка           | 1999–2000         | 3           | 1           | 5           | 2           | 8      | 3      |        |     |
| Немачка           | 2000–01           | 3           | 0           | 3           | 3           | 6      | 3      |        |     |
| Немачка           | 2001–02           | -           | -           | 1           | 0           | 1      | 0      |        |     |
| Укупно у каријери | Укупно у каријери | 19          | 2           | 17          | 6           | 36     | 8      |        |     |

## Медаље

### Клуб
Бајерн Минхен
- Бундеслига: 1993–94, 1996–97, 1998–99, 1999–2000, 2000–01, 2002–03, 2004–05, 2005–06
- ДФБ-Покал: 1997–98, 1999–2000, 2002–03, 2004–05, 2005–06
- ДФБ-Лигапокал: 1997, 1998, 1999, 2000, 2004
- УЕФА Лига шампиона: 2000–01
- Куп УЕФА: 1995–96
- Интерконтинентални куп: 2001

### Међународне
Немачка
- Европско првенство УЕФА: 1996

### Појединачне
- ЕСМ тим године: 1995–96, 2000–01
- кикер тима сезоне Бундеслиге: 1997–98, 2000–01[21][22]
- Гол месеца (Немачка): јануар 2000, децембар 2000, фебруар 2003
- Браво Ото: 1996, 1997, 2000
- Бајерн Минхен All-time XI